# 아들의 여자
《아들의 여자》는 1994년 10월 19일부터 1995년 4월 13일까지 방송된 문화방송 수목드라마이다.
현재, MBC ON에서 다시 방송 중이다.

## 줄거리
부유한 집안의 딸인 채원은 음악가로 활약했으나 집안의 몰락으로 인해 모든 것을 잃고 길가로 내몰린다. 그리고 사채업으로 부를 축적한 문 여사에게는 나이트클럽 사장 큰아들 태욱, 사법고시 패스 후 검사로 활약 중인 둘째 아들 민욱, 그리고 장애가 있는 막내 아들 준욱이 있다.
집안의 몰락으로 절망에 빠진 채원은 차를 몰고 시골길을 달리다가 사람을 치게 되고, 그 혐의로 입건되자 모든 걸 체념하고 감옥에 가길 원한다. 하지만 담당 검사인 민욱은 교통사고에 의문점이 들자 사건을 재조사하면서 그 사람은 이미 다른 차에 의해 죽었다는 사실을 밝혀낸다. 이로 인해 채원은 무죄로 방면되었고 그 계기로 민욱과는 가까워지면서 연인 관계로 발전하게 된다.
하지만 문 여사는 망한 집안의 여식을 며느리로 받아들일 수 없다며 채원에게 돈을 주며 이별을 종용하고, 채원을 잊고 새 출발하고 싶은 민욱은 최수정과의 맞선 자리에서 바로 결혼을 제의하며 둘은 결혼하게 된다.
복수심에 불타는 채원은 민욱의 형 태욱에게 의도적으로 접근한다. 채원의 치밀하고 계산된 유혹에 태욱은 서서히 빠져들게 되고, 급기야 민욱의 부인과 문 여사는 태욱의 외도를 발견하고 대노한다. 결국 태욱은 채원의 계략에 자신이 가진 나이트클럽마저 잃게 된다. 복수를 하고 통쾌할 줄 알았던 채원은 그러나 자신이 태욱을 사랑하고 있음을 알게 된다.

## 등장 인물

### 주요 인물
- 채시라 : 김채원 역
- 정보석 : 강태욱 역
- 차인표 : 강민욱 역
- 김민종 : 강준욱 역

### 그 외 인물
- 여운계 : 문정옥 역
- 홍리나 : 임숙향 역
- 고소영 : 최수정 역
- 사미자 : 강옥희 역
- 오현경 : 박지숙 역
- 김상중 : 장한수 역
- 김응석 : 박동현 역
- 김상순
- 유태웅
- 황수정 : 오정수 역
- 이현경
- 이아현
- 안재욱
- 윤용현
- 남영진
- 이민영 : 박지숙의 친구 역
- 최미향
- 손건우
- 조민기
- 손민우
- 장동건
- 박주미
- 최우혁
- 신진희

## 수상
- 1994년 1995년 MBC 연기대상 대상 채시라
- 1995년 MBC 연기대상 최우수연기상 정보석
- 1995년 백상예술대상 TV부문 인기상 채시라

## 참고 사항
- 애인에게 버림받은 주인공이 복수를 위해 그의 형을 유혹하여 집안을 파멸로 이끈다는 파격적인 내용을 담아 반인륜적이라는 비판을 받았다.[1]
- 1994년 12월 29일 방영분에서 단국대 병원의 상호를 노출시켜 특정업체를 간접광고한 데 이어 주인공 김채원(채시라 분)과 옛 애인의 형인 강태욱(정보석 분)이 몸을 밀착시켜 춤추는 자세와 동침하는 장면 등 선정적인 내용을 내보냈으며 1995년 1월 4일과 1월 5일 방송분에서는 건전한 가족상을 해치는 대사를 내보내 방송위원회로부터 '경고' 조치를 받았다.[2]
- 선정적 의상을 입은 여주인공이 비속한 자세로 춤을 추는 장면을 내보내(1995년 2월 15일, 1995년 2월 16일) '경고' 조치를 받았다.[3]
- 평균 시청률 35.8%를 기록하는 등 큰 인기를 끌었다.[4]
- 동시간대 SBS 《모래시계》가 방송되면서 시청률이 13%까지 하락한 적도 있었으나[5] 종영 후 다시 주간 시청률 1위에 복귀[6]하여 40%대의 시청률로 종영하였다.